# Rezervat divljači Centralni Kalahari
Rezervat divljači Centralni Kalahari je ekstenzivni nationalni park u pustinji Kalahari u Bocvani. Osnovan 1961. godine, on pokriva površinu od 52,800 km2 (20,386 sq mi) (veći je od Holandije i obuhvata gotovo 10% ukupne površine Bocvane), što ga čini drugom po veličini rezervatom divljači na svetu.
Ovaj park sadrži divlje životinje kao što su žirafa, slon, beli nosorog, afrički bivo, pegava hijena, smeđa hijena, medni jazavac, merkat, žuti mungos, bradavičasta svinja, gepard, karakal, kejpski divlji pas, crnoleđi šakal, dugouha lisica, kejpska lisica, leopard, lav, gnu, zebra, antilopa, sabljasta antilopa, oriks antilopa, springbok antilopa, stinbok, impala, veliki kudu, afrički mravojed, kejpska poljska veverica, kejpski zec, kapsko bodljikavo prase, kapski pavijan, crveni hartbist i noj. Zemljište je uglavnom ravno, blago talasasto prekriveno grmljem i travama koje prekrivaju peščane dine, i oblastima većih stabala. Mnoge doline reka su fosilizovane slanim jamama. Četiri fosilizovane reke vijugaju rezervatom, uključujući Dolinu obmane koja je počela da se formira pre oko 16.000 godina.
Bušmani, ili San, naseljavaju ovu teritoriju hiljadama godina, još otkako su lutali tim područjem kao nomadski lovci. Međutim, od sredine 1990-ih vlada Bocvane je pokušala da preseli Bušmane iz rezervata, tvrdeći da su oni veliko finansijsko opterećenje uprkos prihodima od turizma. Godine 1997, tri četvrtine celokupne San populacije preseljeno je iz rezervata, a oktobra 2005. vlada je nastavila prisilno preseljenje u kampove izvan parka, ostavljajući samo oko 250 stalnih stanovnika. Godine 2006, sud u Bocvani je proglasio iseljenje nezakonitom i potvrdio pravo Bušmana da se vrate u rezervat. Međutim, prema podacima iz 2015. godine većini Bušmana je onemogućen pristup njihovim tradicionalnim zemljama u rezervatu. Zabrana lova širom države, ima za posledicu da je nezakonito da Bušmani praktikuju svoj tradicionalni način života lovaca i sakupljača, uprkos tome što je dozvoljeno da privatni rančevi divljači pružaju mogućnosti lova turistima.
Godine 2014, rudnik dijamanata kojim upravlja kompanija Džem Dajamonds otvorio se u jugoistočnom delu rezervata. Kompanija je procenila da bi rudnik mogao dati dijamante vredne 4,9 milijardi dolara. Rapaport Diamond Report, koji je vodič za cene dijamantske industrije, navodi: „Pokretanje kompanije Gajgu nije bilo bez kontroverzi [...] s obzirom na njegovo mesto na pradomovini Bušmana”.
Ogromni šumski požar u parku i oko njega sredinom septembra 2008. izgoreo je oko 80 procenata rezervata. Poreklo požara ostaje nepoznato.

## Galerija
- Ženka mravojedne muvarice (Myrmecocichla formicivora)[15][16]
- Deca Kalaharija

## Literatura
- „World Record Temperatures -Highest Lowest Hottest Coldest temperatures-”. www.mherrera.org.
- Goudie, Andrew (2002). Great Warm Deserts of the World: Landscapes and Evolution. Oxford University Press.
- Wasiolka, Bernd; Blaum, Niels (2011). „Comparing biodiversity between protected savanna and adjacent non-protected farmland in the southern Kalahari”. Journal of Arid Environments. 75 (9): 836–841 [Table 2 on p. 838]. doi:10.1016/j.jaridenv.2011.04.011.
- „Deserts and xeric shrublands - Biomes - WWF”. World Wildlife Fund. Архивирано из оригинала 15. 03. 2018. г. Приступљено 12. 10. 2020.
- Marshall, Leon (16. 4. 2003), „Bushmen Driven From Ancestral Lands in Botswana”, National Geographic News, Johannesburg, Приступљено 2009-04-22
- Workman, James (2009). Heart of Dryness. Walker Publishing.
- „UN report condemns Botswana's treatment of Bushmen”. Survival for Tribal Peoples. 3. 3. 2010. Приступљено 31. 3. 2013.
- Main, Michael (1987). Kalahari : life's variety in dune and delta. ISBN 1868120015.
- Shostak, Marjorie (1983). Nisa: The Life and Words of a ǃKung Woman. New York: Vintage Books. ISBN 0-7139-1486-6.
- Gordon, Robert J. (1999). The Bushman Myth: The Making of a Namibian Underclass. ISBN 0-8133-3581-7.
- Howell, Nancy (1979). Demography of the Dobe ǃKung. New York: Academic Press. ISBN 0-12-357350-5.
- Lee, Richard; Irven DeVore (1999). Kalahari Hunter-Gatherers: Studies of the ǃKung San & Their Neighbors. iUniverse. ISBN 0-674-49980-8.
- Solomon, Anne (1997). „The myth of ritual origins? Ethnography, mythology and interpretation of San rock art”. The Antiquity of Man. South African Archaeological Bulletin. Архивирано из оригинала 04. 04. 2013. г. Приступљено 19. 07. 2021.
- Minkel, J. R. (1. 12. 2006). „Offerings to a Stone Snake Provide the Earliest Evidence of Religion”. Scientific American. Приступљено 12. 1. 2014.
- Choi, Charles (21. 9. 2012). „African Hunter-Gatherers Are Offshoots of Earliest Human Split”. LiveScience.
- San Spirituality: Roots, Expression,(2004) and Social Consequences, J. David Lewis-Williams, David G. Pearce,  978-0759104327
- Barnard, Alan. (1992): Hunters and Herders of Southern Africa. Cambridge University Press.  978-0521411882.
- Zips-Mairitsch, Manuela (2013). Lost Lands?: (Land) Rights of the San in Botswana and the Legal Concept of Indigeneity in Africa. LIT Verlag Münster. ISBN 978-3-643-90244-3.
- „Sesana and Others v Attorney General (52/2002)[2006] BWHC 1 (13 December 2006)”. saflii.org. Southern African Legal Information Institute. Приступљено 10. 5. 2009.
- Dowell, Katy (1. 11. 2010). „Gordon Bennett: the go-to tribal rights guy”. The Lawyer. Приступљено 6. 8. 2013.
- „The insider's guide to the Kalahari Bushmen”. CNN. 14. 12. 2006. Приступљено 2006-12-13.
- Bureau of Democracy, Human Rights and Labor. Botswana 2013 Human Rights Report (PDF). United States Department of State.
- Nyati-Ramahobo, Lydia. „Minority Tribes in Botswana: the Politics of Recognition”. Minority Rights Group International. Приступљено 24. 6. 2013.
- Nieuwoudt, Stephanie (29. 5. 2008). „Development–Botswana: Of Tourists, Bushmen – and a Borehole”. Inter Press Service.
- „Judgment delivered 27 January 2011 --In the Court of Appeal of the Republic of Botswana Held at Lobatse” (PDF). Приступљено 22. 6. 2013.
- Simpson, John (25. 10. 2013). „Hunted by their own government – the fight to save Kalahari Bushmen”. The Independent. London.
- „Conservation Corridors in South-western Botswana” (PDF). ffem.fr. Conservation International. Архивирано из оригинала (PDF) 2013-06-17. г. Приступљено 27. 5. 2013.
- „Botswana denies plans to 'evict' Bushmen”. news24.com. 2013-05-27. Приступљено 28. 5. 2013.
- Lewis, Kim (30. 5. 2013). „Bushmen Want to Live in Peace on Their Land”. Voice of America. Приступљено 30. 5. 2013.
- Ontebetse, Khonani (2013-05-30). „Survival International threatens to take up new Basarwa case”. Sunday Standard. Архивирано из оригинала 9. 1. 2014. г. Приступљено 31. 5. 2013.

## Spoljašnje veze
- Botswana tourism
- „The Kalahari-Basin”. 15. 7. 2010. Архивирано из оригинала 25. 7. 2015. г.
- „Ancient Namibian Freeway overlays Ancient Agriculture System”. www.sciforums.com.

21° 53′ 22″ Ј; 23° 45′ 23″ И / 21.8895° Ј; 23.7565° И